# Lips Against the Steel
Lips Against the Steel es el cuarto álbum solista de David Knopfler. Publicado por Cypress Records en 1988.

## Canciones
(Autor de todos los temas: David Knopfler)
1. Heat come Down - 3:56
2. What then must We do - 4:14
3. To feel that Way again - 5:37
4. Someone to believe in - 4:58
5. Sculptress - 5:52
6. Angie and Johnny - 5:38
7. Whispers of Gethsemane - 6:41
8. Broken Wing - 3:40

## Músicos

### Artista
- David Knopfler - Voz, guitarra

### Otros
- Mark Smith - bajo, programaciones
- Pino Palladino - bajo (7)
- Nathan East - bao (3)
- Martin Wild - piano
- Pandit Dinesh - percusión
- Mick Jackson - coros
- Forrest Thomas - coros
- P.P. Arnold - coros
- Katie Kissoon - coros
- Karen Young - coros
- Bob Roberts - guitarra
- Tim Cansfield - guitarra
- Andy Hamilton - saxofón
- Chris White - saxofón

- Datos: Q3014842